# Tübach
Tübach je obec na východě Švýcarska v kantonu St. Gallen. Žije zde přibližně 1 500 obyvatel.

## Geografie
Tübach se nachází na severovýchodě kantonu St. Gallen, poblíž břehu Bodamského jezera, k němuž však jeho katastr nezasahuje. Nadmořská výška centra obce se pohybuje okolo 415 metrů. Východně od obce protéká říčka Goldach.
Tübach je součástí spádové oblasti města St. Gallen, které tvoří hospodářské a kulturní centrum regionu.
Sousedními obcemi jsou Steinach, Mörschwil a Goldach a Horn, exkláva kantonu Thurgau.

## Historie

Letecký pohled (1923)

Tübach je poprvé zmíněn v listině z roku 1207 jako Tiuffenbach. Ve středověku vlastnilo pozemky opatství St. Gallen. Kehlhof, zmiňovaný v roce 1207, byl až do 18. století velkým zemědělským podnikem. Ve 13. století byl vlastníkem půdy biskup z Kostnice a ve 13. a 14. století páni z Rorschachu. Císařské panství Tübach přešlo v roce 1331 jako zástava na Eberharda von Bürglen, v roce 1351 na Hermanna von Breitenlandenberg, poté na Schenken von Castel, až se v letech 1464–1466 vrátilo do rukou knížete-opata ze St. Gallenu. Od počátku 16. století tvořil Tübach součást knížecího dolního dvora Rorschach. V roce 1566 bylo vydáno dvorské právo a obecní stanovy.
Z církevního hlediska patřil Tübach ke Steinachu. V roce 1529 se obec připojila k reformaci, ale v roce 1532 se vrátila ke staré víře. V roce 1742 se Tübach proti vůli farnosti Steinach osamostatnil. V roce 1649 byla postavena kaple a v letech 1744–1746 farní kostel Mariahilf. V roce 1905 byl z Rorschachu do Tübachu kvůli přestavbě železniční stanice a industrializaci přestěhován kapucínský klášter svaté Scholastiky, založený v Rorschachu v roce 1616 a od roku 1847 spadající pod jurisdikci biskupa ze St. Gallenu. V budově, kterou navrhl August Hardegger, žilo v roce 1905 34 sester, v roce 1958 40, v roce 1985 25 a v roce 2012 už jen 8 sester.
V roce 1803 se Tübach, Steinach a Berg spojily v politickou obec Steinach, která až do roku 2002 patřila do okresu Rorschach. Po osamostatnění Steinachu v roce 1832 vytvořily Tübach a Berg politickou obec Berg. Úplnou politickou samostatnost získal Tübach v roce 1845. V roce 1976 vydala obec nový územní plán, v roce 1980 byla slavnostně otevřena víceúčelová budova a v roce 1997 regionální sportovní a rekreační centrum Kellen.

## Obyvatelstvo

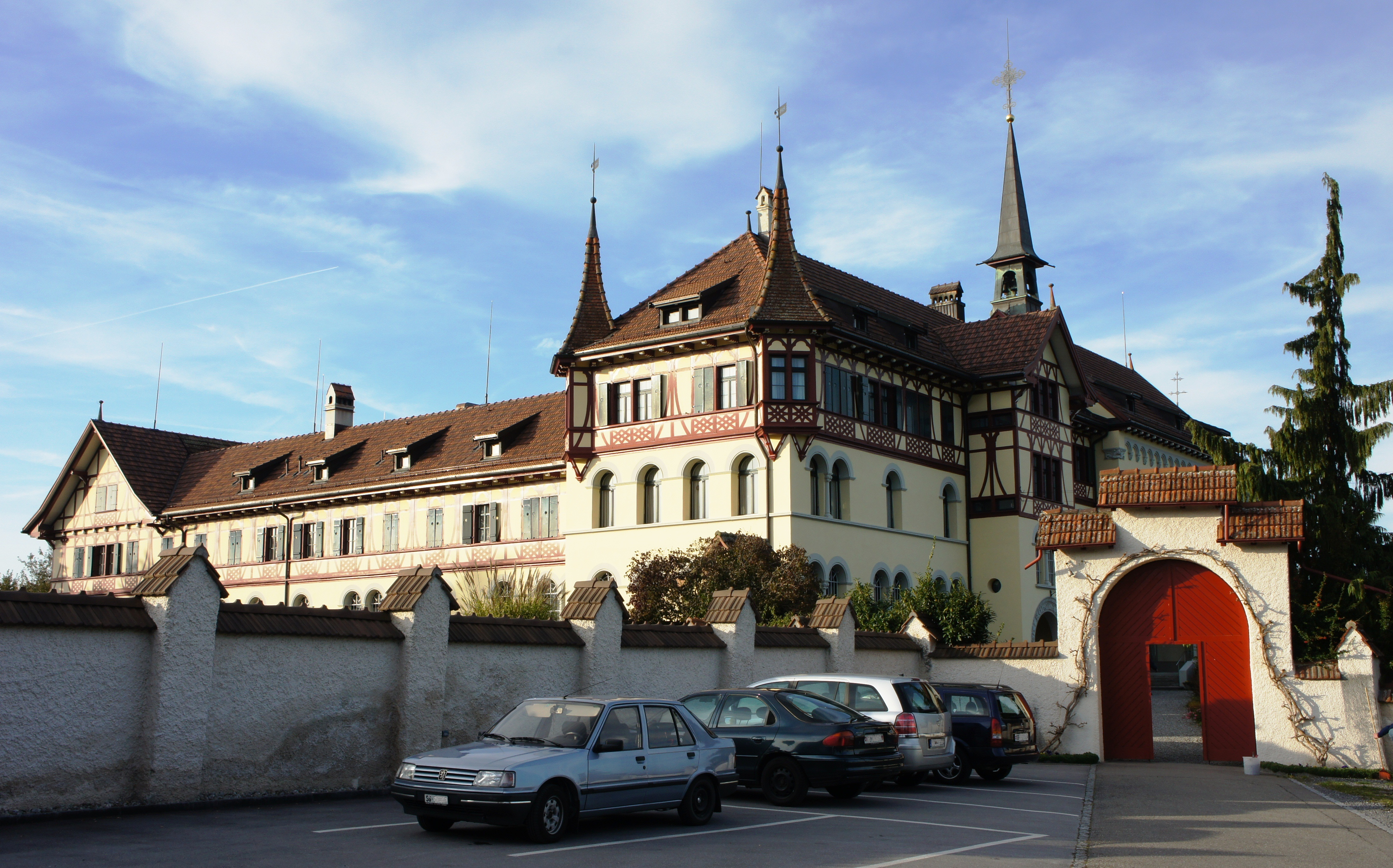
Klášter St. Scholastika

| Vývoj počtu obyvatel | Vývoj počtu obyvatel | Vývoj počtu obyvatel | Vývoj počtu obyvatel | Vývoj počtu obyvatel | Vývoj počtu obyvatel | Vývoj počtu obyvatel | Vývoj počtu obyvatel | Vývoj počtu obyvatel | Vývoj počtu obyvatel | Vývoj počtu obyvatel |
| -------------------- | -------------------- | -------------------- | -------------------- | -------------------- | -------------------- | -------------------- | -------------------- | -------------------- | -------------------- | -------------------- |
| Rok                  | 1800                 | 1850                 | 1900                 | 1950                 | 1980                 | 2000                 | 2010                 | 2015                 | 2019                 |                      |
| Počet obyvatel       | 340                  | 359                  | 569                  | 665                  | 845                  | 1057                 | 1243                 | 1337                 | 1438                 |                      |

## Hospodářství

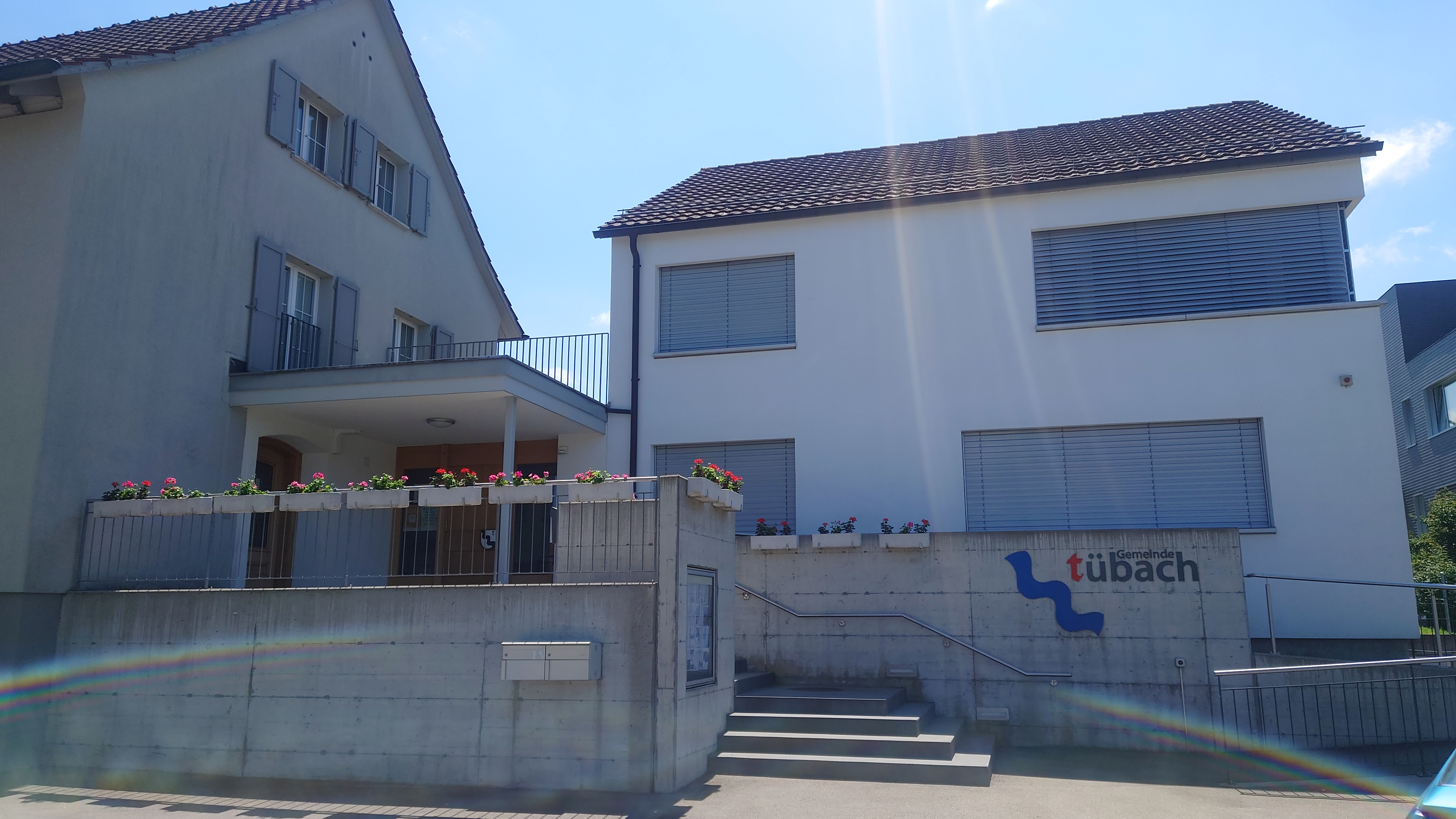
Obecní úřad

V roce 1582 postavil Leonhard Straub papírnu, která existovala až do roku 1740. V roce 1584 následovala tiskárna, která se střídáním majitelů fungovala až do roku 1622. V roce 1597 vytiskl Straub první periodikum ve Švýcarsku „Annus Christi“ s tiráží „Reichshof Rorschach“. Od 17. století si v Tübachu stavěli šlechtici a bohatí měšťané venkovské statky. Obec žila ze zemědělství, zejména z ovocnářství a vinařství. To se zde provozovalo až do roku 1900. V roce 1902 byla založena Raiffeisenbank a v roce 1930 bylo otevřeno léčebné centrum pro alkoholiky Mühlhof s přilehlým statkem. Až do 60. let 20. století byl Tübach zemědělskou obcí s minimem průmyslu. Se stavebním boomem od roku 1970 vznikaly nové čtvrti, usazovaly se zde živnosti a malé průmyslové podniky.

## Doprava
Tübach nemá vlastní železniční napojední; nejbližší stanice se nachází v sousední obci Horn na trati Romanshorn–Rorschach. Trať je obsluhována linkami S7 a S8 systému příměstských vlakových linek S-Bahn St. Gallen, které se střídají každou půlhodinu.
Spojení Tübachu se sousedními obcemi a St. Gallenem zajišťuje autobusová síť PostBus Switzerland. S-Bahn i autobusová doprava jsou integrovány do tarifní sítě Ostwind.
Dálnice A1 je snadno dostupná prostřednictvím dálničního přivaděče A23; nejbližší dálniční křižovatka se nachází asi 2 km od obce. Doba jízdy do St. Gallenu je přibližně 10 minut a do Curychu přibližně hodinu.